# Lady (Lenny Kravitz)
Lady is een nummer van de Amerikaanse rockmusicus Lenny Kravitz uit 2005. Het is de vijfde en laatste single van zijn zevende studioalbum Baptism.
Naar verluidt gaat het nummer over Kravitz' toenmalige vriendin Nicole Kidman. "Lady" bereikte enkel in Amerika en Nederland de hitlijsten. Hoewel in de Amerikaanse Billboard Hot 100 nog een bescheiden 27e positie werd gehaald, flopte het nummer in Nederland met slechts een 99e positie in de Single Top 100.